# Telavivská burza cenných papírů

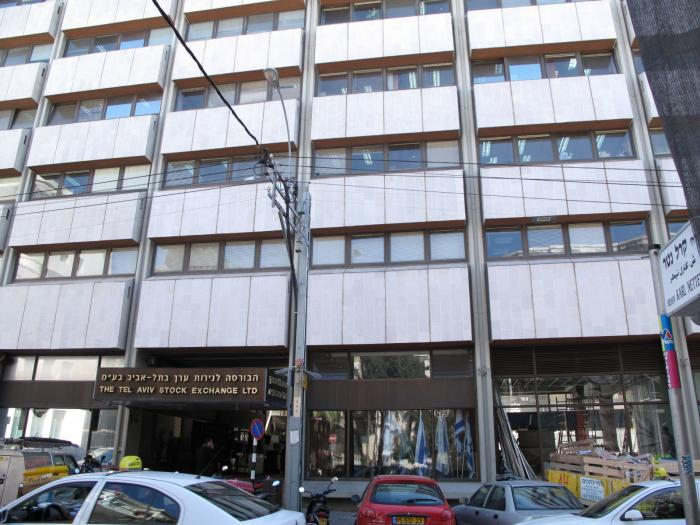
Telavivská burza - stará budova

Telavivská burza cenných papírů (hebrejsky: הבורסה לניירות ערך בתל אביב‎, všeobecně známá jako Burza; anglicky: Tel Aviv Stock Exchange, odtud zkratka TASE) je jedinou izraelskou burzou cenných papírů.
TASE je v Izraeli jediným veřejným trhem pro obchodování s cennými papíry a má tak hlavní roli v izraelské ekonomice. Její předchůdkyní byla Burza pro cenné papíry založená roku 1935 Anglo-palestinskou bankou (ze které se později stala Banka Leumi). Díky rapidnímu růstu izraelské ekonomiky po založení státu, byla v roce 1953 v Tel Avivu založena formální burza a začala s operacemi. V roce 1983 došlo k přestěhování burzy do místa jejího současného sídla.
TASE čítá asi 660 společností, z nichž asi 60 je obchodováno i na mimo izraelských burzách. TASE rovněž čítá asi 180 fondů s cennými papíry, 60 vládních obligací, 500 firemních obligací a více než 1000 fondů.
TASE je tvořeno 29 členy. Seznam členů značí, že jeden z členů je kandidátem.

## Záznamy na burze
Burza nabízí čtyři programy, pod kterými se může společnost na burzu zapsat: tři z nich pro normálně obchodující společnosti a jeden přídavný rizikový program pro společnosti s rozvíjející se úrovní technologie. Navíc má TASE program pro zápis společností s ručením omezeným.
V říjnu 2000 vstoupil v platnost Zákon o dvojitém záznamu, který umožnil společnostem obchodujícím ve Spojených státech či v Londýně, aby se zapsali i na TASE bez jakýchkoliv dalších zákonných požadavků. K 31. prosinci 2006 bylo v TASE, v souladu s tímto zákonem, dvojitě zaznamenáno 39 izraelských společností.
V roce 2007 byla celková tržní hodnota všech zde obchodovaných cenných papírů 202,7 miliard dolarů, v porovnání s rokem 2006 a jeho 161,4 miliardami dolarů, 122,6 miliardami dolarů v roce 2005 a 92,1 miliardami dolarů v roce 2004.

## Obchodování
TASE má počítačový obchodní systém s informacemi v reálném čase. Všechny akcie, směnky, pokladní poukázky, vládní obligace a deriváty jsou obchodovány přes plně automatizovaný obchodní systém TACT, který TASE používá.
Obchodování s akciemi se koná od neděle do čtvrtka mezi 8:30 a 17:30 místního času (CET+2), čímž předbíhá americký trh o celou hodinu (9:30-10:30 EST). Dluhopisy a pokladní poukázky jsou obchodovány mezi 9:30-17:30). Obchod s deriváty běží od 9:30-17:30. Dvojí zápis je povolen a mnoho izraelských společností je dvojitě zapsáno na TASE a na jednom či více zahraničních trzích, obvykle na Newyorské burze cenných papírů nebo NASDAQ, ale také na Americké burze cenných papírů či na Londýnské burze cenných papírů.
V letech 2003 až 2006 došlo k ostrému vzrůstu cen akcií na burze. Generální index akcií a obchodovatelných cenných papírů (který je tvořen všemi akciemi a cennými papíry obchodovatelnými na TASE) vzrostl v roce 2006 v amerických dolarech o 15,3 %, v porovnání s nárůstem o 24,3 % v roce 2005 a nárůstem o 19,5 % v roce 2004.
Během roku 2006 se index Tel Aviv 100 a index Tel Aviv 25 zvýšily v amerických dolarech o 22,0 %, respektive o 22,6 %, v porovnání s nárůstem o 21,1 % a 24,7 % respektive v roce 2005. Průměrné denní obchodování s cennými papíry vzrostlo během roku 2006 na 326 milionů dolarů, v porovnání s 223 miliony dolarů v roce 2005 a 147 miliony dolarů v roce 2004.
K 1. červenci 2007 byli největšími akciemi na burze co do tržního podílu Teva Pharmaceutical Industries (7,8 miliard dolarů), Israel Chemicals (2,5 miliard dolarů), Bank Hapoalim (1,5 miliard dolarů) a Banka Le'umi (1,4 miliard dolarů). Denní obrat akcií a obchodovatelných cenných papírů byl v roce 2006 celkem 326 milionů dolarů, 387 milionů dolarů v obligacích, 179 milionů dolarů v pokladních poukázkách a 335 milionů dolarů v opcích. Celkový tržní podíl byl na konci roku 2006 celkem 161 miliard dolarů akcií a obchodovatelných cenných papírů, 98,9 miliard dolarů vládních a firemních obligací a 20,9 miliard dolarů pokladních poukázek, celkově 281,2 miliard dolarů. 4. července 2007 dosáhla obchodní značka burzy TASE, index TA-25, rekordu ve výši 1141,76.
TASE je propojeno s americkými trhy přímou vazbou s DTC, pobočkou Společnosti Depository Trust & Clearing, která napomáhá obchodování s dvojitě zapsanými cennými papíry.
Aktivní účast zahraničních investorů na burze začala v roce 1994. V roce 2006 zvýšily mezinárodní holdingy celkovou tržní kapitalizaci akcií a obchodovatelných cenných papírů na 11,6 %, v porovnání s 11,4 % v roce 2005 a 10,0 % v roce 2004.

## Indexy
Hlavní burzovní indexy na TASE zahrnují:
- Index TA-25 - vlajkový index TASE, čítající 25 největších akcií podle tržní kapitalizace. Také je nazýván Ma'of.
- Index TA-100 - 100 největších akcií na TASE
- TA-75 - akcie patřící do TA-100, které nejsou zahrnuty v TA-25
- Mid-Cap 50 - 50 největších akcií, které nejsou zahrnuty v TA-100 (nahradil Jeter-30)
- Jeter - všechny ostatní akcie na TASE, které nepatří do TA-100
- Tel-Tech 15 - 15 největších akcií na TASE z hi-tech oblasti
- TA Real-Estate 15 - 15 největších akcií na TASE z oblasti nemovitostí
- TA Finance 15 - 15 největších akcií na TASE z oblasti financí
- Tel-Div 20 - index 20 položek čítajících v TA-100 s největšími ročními dividendami
- Ma'ala - index sociálně odpovědného investování
- Tel-Bond 20 - skládá se z 20 firemních obligací, s fixní úrokovou sazbou a spojenými s CPI, s nejvyšší tržní kapitalizací mezi všemi obligacemi obchodovanými na TASE

Tyto a ostatní indexy jsou popsány na internetové stránce indexů TASE.

## Regulace a kontroly
TASE je vysoce regulována, jak vnitřně tak externě. Burza je regulována Zákonem o cenných papírech (1968) a spadá pod přímou kontrolu izraelské autority pro cenné papíry. Vnitřní regulace zahrnuje automatické odmítnutí obchodu za cenu, která se mění o více než 35 % oproti poslednímu obchodování s daným cenným papírem, a zastavení obchodu na 45 minut s firemními cennými papíry v den, kdy společnost zveřejní informace, které by mohly cenu ovlivnit, takže taková informace by mohly být široce rozšířena. Pravidla TASE upravují členství, registrace cenných papírů, podmínky pro přerušení obchodu a povinnosti obchodujících společností.